# Секунд Астийский

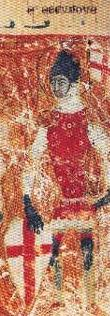
Св. Секунд, Codice della Catena, Турин

Секунд (умер в 119 году) — святой мученик Астийский. Дни памяти — 29 марта, первый вторник мая.
Святой Секунд, патриций, младший офицер Римской армии. Был обезглавлен во времена императора Адриана за исповедание христианской веры.